# Habrovany (powiat Vyškov)
Habrovany – miejscowość i gmina (obec) w Czechach, w kraju południowomorawskim, w powiecie Vyškov. W 2022 roku liczyła 878 mieszkańców.